# Rasti

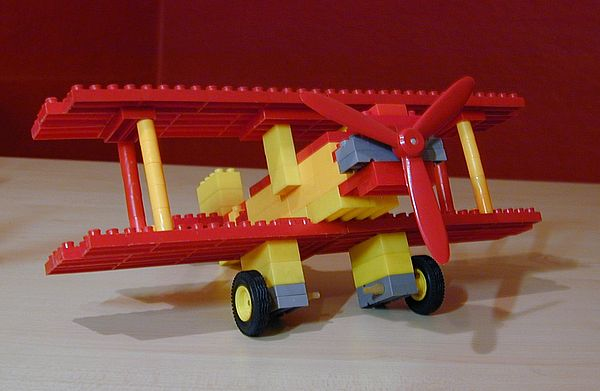
Avión biplano construido con Rasti.

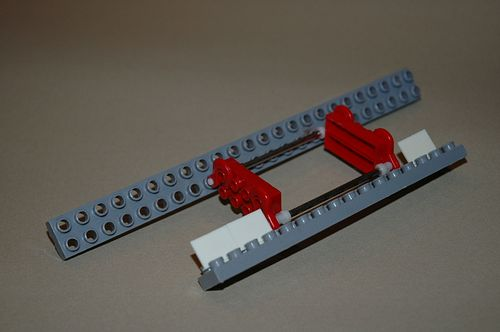
Distintas formas de conectar los bloques entre sí.

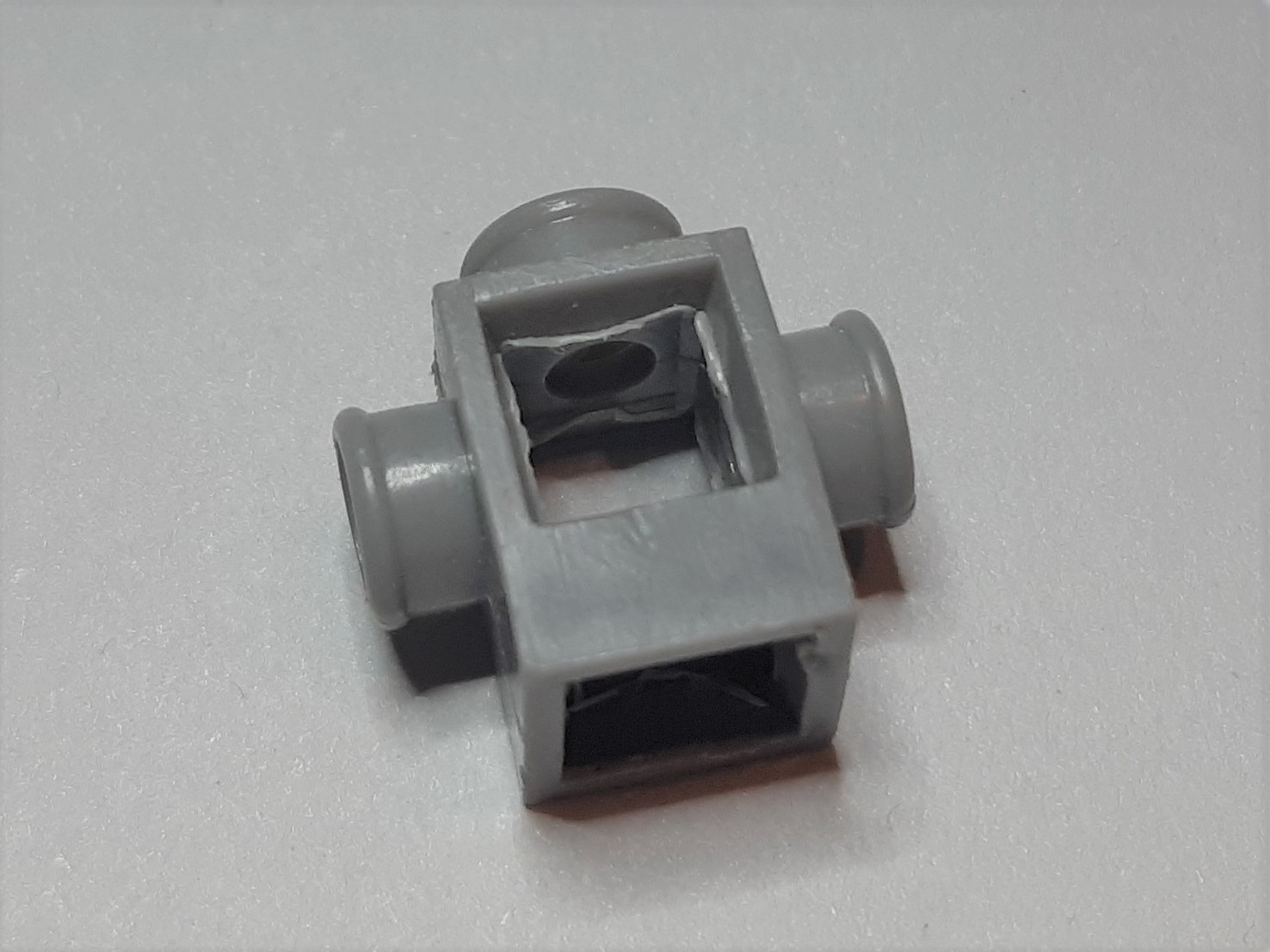
El "módulo angular" que permite encastrar vertical y horizontalmente en forma simultánea.

Rasti (del verbo alemán rasten, 'afirmar, asentar dando firmeza, trabar en su lugar') es un juego de piezas plásticas de construcción por encastre, similar a Kiddicraft, LEGO, Mis Ladrillos y TENTE.

## Historia

### Origen
Su origen se remonta a la empresa familiar alemana Modellspielwaren Dr. Hasel & Co., con sede en Reichartshausen (Baden-Württemberg).
La empresa Rasti se creó en Argentina en 1965 de la mano de inmigrantes alemanes. El juego se fabricó desde 1969 a 1979 por la empresa Knittax en Argentina y tras haberse hecho popular en el mercado de juguetes del país, se exportó a Alemania y Canadá, entre otros países, hasta que la licencia fue otorgada a la empresa Hering y su producción pasó a Brasil, donde se fabricó por algunos años, aunque dejó de fabricarse poco tiempo después.
La empresa argentina Dimare, renombrada como Juguetes Rasti, compró las matrices y los derechos de fabricación en 2002 y retomó su venta al público en 2007.

### Operación Rescate Rasti
En 2007, el rescate de la marca y matricería para fabricar nuevamente Rasti en Argentina fue un éxito comercial y tuvo repercusión en la prensa local y hasta en medios internacionales, como CNN en Español, Telesur y revistas de Paraguay.
Con la campaña de prensa desarrollada para comunicar el lanzamiento, en solo 55 días se lograron 31 minutos en noticieros y menciones de televisión abierta, además de 66 655 cm² en diarios y revistas, equivalentes a 64 páginas del diario Clarín. Totales de notas en cada medio: 67 en radios, 32 en diarios, 21 en revistas, 87 en sitios web de los diarios en Internet, 38 en blogs, 10 en televisión y 9 en agencias de noticias.
Rasti cuenta con una comunidad autogestionada de admiradores llamada República Rasti, que organiza eventos, exposiciones anuales con creaciones y una gran construcción cocreada en forma colaborativa y, desde octubre de 2007, producen RASTI TV, el primer programa de televisión por Internet del grupo de fanáticos.

## Connotación
Este juguete fue muy popular en Argentina durante las décadas de 1970 y de 1980 debido a su versatilidad y calidad («Rasti-Resiste» era el eslogan de las cajitas). Las piezas en general estaban muy bien construidas —por ejemplo, los ejes eran de acero cromado con puntas plásticas de encastre— y su popularidad llegó a ser tan grande que el término «Rasti» se hizo de uso común y se utiliza hoy en día como sustantivo genérico para describir a los objetos que se arman o desarman en piezas: «lo vas armando como un Rasti» o «se desarmó como un Rasti».

## Descripción
Su método constructivo permite el encastre de piezas mediante presión y traba por deformación del plástico semirrígido (polipropileno) del cual están hechas. Esto, a diferencia de otros juguetes hechos de plásticos rígidos (ABS), evita el rozamiento y desgaste entre los encastres de las piezas (pines) y la superficie interna de los bloques, impidiendo así la fragilidad e inestabilidad de los modelos armados y proveyendo una robustez no conseguida hasta ese momento con los sistemas de bloques de construcción tradicionales. Sin embargo, y debido a este mismo sistema de encastre entre las piezas, no es viable que tenga piezas planas grandes de superficie, lo que lo limita frente a otros sistemas.
El bloque básico principal tiene 2x4 encastres; a partir de allí, surgen por división o duplicación de sus medidas otros bloques —por ejemplo 2x2, 1x2, 1x4, 1x1, y en mitad de altura las tiras de 2x8, 2x16 y 2x24—, además de una larga serie de accesorios que permiten el armado de juguetes con mayor grado de realismo y detalle —como cadenas, ejes, engranajes, ganchos, hélices, orugas, puertas, rejas, ruedas, tejas, ventanas—.
Entre sus presentaciones se encontraban los sets Box 500, Minibox 600, Multibox 800 y Starbox 1000; los kits técnicos 501 y 502, las cuatro variantes Rasti Mobil (201, 202, 203 y 204) y las dos variantes Motobox (45 y 90).
Para Europa, se utilizaron nuevos colores aunque con las mismas piezas básicas que las de Argentina.
A partir de 2007, las presentaciones son cuatro líneas principales —construcción, extrema (dinosaurios), motobox y transporte— seguidas de un número que indica la cantidad de piezas que contiene el kit.